# EHF Champions League 2011/12
An der EHF Champions League 2011/12 nahmen 39 Handball-Vereinsmannschaften teil, die sich in der vorangegangenen Saison in ihren Heimatligen für den Wettbewerb qualifiziert hatten. Es war die 52. Austragung der EHF Champions League bzw. des Europapokals der Landesmeister. Die Pokalspiele begannen am 3. September 2011, das Finale im Final Four fand am 27. Mai 2012, zum dritten Mal in der Kölner Lanxess Arena, statt.

## Modus
Qualifikation: Die Qualifikation wurde im Rahmen mehrerer Final-Four-Turniere ausgetragen: Vier Gruppen à vier Teams. Pro Gruppe qualifizierte sich das beste Team. Die ausscheidenden zwölf Teams zogen in den EHF-Pokal ein.
Gruppenphase: Es gab vier Gruppen mit je sechs Mannschaften. In einer Gruppe spielte jeder gegen jeden ein Hin- und Rückspiel; die jeweils vier Gruppenbesten erreichten das Achtelfinale. Die ausscheidenden Teams zogen nicht in den EHF-Europapokal der Pokalsieger ein.
Achtelfinale: Das Achtelfinale wurde im K.-o.-System mit Hin- und Rückspiel gespielt. Der Gewinner jeder Partie zog in das Viertelfinale ein.
Viertelfinale: Das Viertelfinale wurde im K.-o.-System mit Hin- und Rückspiel gespielt. Der Gewinner jeder Partie zog in das Halbfinale ein.
Final Four: Zum dritten Mal gab es ein Final-Four-Turnier, das Halbfinale und Finale wurde am 26. und 27. Mai 2012 in der Lanxess Arena in Köln ausgetragen. Das Halbfinale wurde im K.-o.-System gespielt. Die Gewinner jeder Partie zog in das Finale ein. Die Verlierer jeder Partie zog in das Spiel um den dritten Platz ein. Es wurde pro Halbfinale nur ein Spiel ausgetragen. Auch das Finale und das Spiel um Platz drei wurde im einfachen Modus ausgespielt.

## Qualifikation
Die Auslosung der Qualifikation fand am 27. Juni 2011 in Wien statt.
Es nahmen 20 Teams teil, die sich vorher für den Wettbewerb qualifiziert hatten.

### Qualifizierte Teams
Jede der drei Mannschaften eines Topfes wurde auf eine Gruppe von eins bis drei verteilt. Dabei kamen nie zwei Teams aus einem Topf in eine Gruppe. Die Vereine RK Brskovo Mojkovac aus Montenegro und AS Conversano aus Italien waren teilnahmeberechtigt, haben sich aber nicht für die Champions League gemeldet, wodurch die Qualifikation geändert werden musste und sie jetzt nur noch aus drei statt vier Gruppen besteht. Dadurch wurde der polnische Verein Wisła Płock direkt von der Qualifikation in die Gruppenphase gesetzt. Der Verein ZTR Saporischschja aus der Ukraine konnte nicht mehr an der Champions League teilnehmen. Die Gruppe W setzte sich aus Mannschaften zusammen, die nach Ansicht der EHF das Niveau der Champions League erhöhen sollten. Es hatten sich fünf Vereine für das Wildcard-Turnier gemeldet. Am 17./18. Juni wurde entschieden, dass der dänische Verein Skjern Håndbold nicht an diesem Turnier teilnehmen durfte.
| Topf 1: - IK Sävehof (1. Schwedische Liga) - RK Metalurg Skopje (1. Mazedonische Liga) - Tatran Prešov (1. Slowakische Liga) | Topf 2: - AEK Athen (1. Griechische Liga) - FH Hafnarfjörður (1. Isländische Liga) - HC Dinamo Minsk (1. Belarussische Liga) |

| Topf 3: - Haslum HK (1. Norwegische Liga) - Aon Fivers Margareten (1. Österreichische Liga) - RK Partizan Belgrad (1. Serbische Liga) | Topf 4: - FC Porto (1. Portugiesische Liga) - Beşiktaş JK (1. Türkische Liga) - Maccabi Rishon LeZion (1. Israelische Liga) |

| Topf W: - BM Valladolid (4. Spanische Liga) - Rhein-Neckar Löwen (4. Deutsche Liga) - Dunkerque HBGL (3. Französische Liga) - Vive Targi Kielce (2. Polnische Liga) |

### Gruppen
| Gruppe 1 HT Tatran Prešov AEK Athen RK Partizan Belgrad FC Porto | Gruppe 2 IK Sävehof HC Dinamo Minsk Aon Fivers Margareten Besiktas JK | Gruppe 3 RK Metalurg Skopje FH Hafnarfjörður Haslum HK Maccabi Rischon LeZion | Gruppe W BM Valladolid Rhein-Neckar Löwen Dunkerque HBGL Vive Targi Kielce |

### Gruppe 1
Das Turnier der Gruppe 1 fand am 3. und 4. September 2011 in der City Hall in Prešov statt.
Die Halbfinalspiele der Gruppe 1 fanden am 3. September 2011 statt. Der Gewinner jeder Partie zog in das Finale, um die Teilnahme an der Gruppenphase, ein. Die Verlierer haben am Spiel um die Plätze drei und vier teilgenommen.
| Mannschaft 1            | Endergebnis       | Mannschaft 2               | Datum & Zeit            |
| ----------------------- | ----------------- | -------------------------- | ----------------------- |
| AEK Athen Bakaoukas 8   | 25 : 26 (12 : 15) | RK Partizan Belgrad Ilić 5 | 03.09.11, Sa. 15:30 Uhr |
| AEK Athen Bakaoukas 8   | Spielbericht      | RK Partizan Belgrad Ilić 5 | 900 Zuschauer           |
| HT Tatran Prešov Antl 6 | 28 : 29 (16 : 15) | FC Porto Spinola 8         | 03.09.11, Sa. 18:00 Uhr |
| HT Tatran Prešov Antl 6 | Spielbericht      | FC Porto Spinola 8         | 2.000 Zuschauer         |

Das Spiel der Verlierer fand am 4. September 2011 statt. Der Verlierer der Partie nahm an der 2. Runde des EHF-Pokals teil. Der Gewinner nahm an der 3. Runde des EHF-Pokals teil.
| Mannschaft 1                  | Endergebnis       | Mannschaft 2          | Datum & Zeit            |
| ----------------------------- | ----------------- | --------------------- | ----------------------- |
| HT Tatran Prešov Krištopāns 8 | 40 : 23 (21 : 07) | AEK Athen Bakaoukas 8 | 04.09.11, So. 15:30 Uhr |
| HT Tatran Prešov Krištopāns 8 | Spielbericht      | AEK Athen Bakaoukas 8 | 1.000 Zuschauer         |

Das Finale fand am 4. September 2011 statt. Der Gewinner der Partie nahm an der Gruppenphase der EHF Champions League 2011/12 teil. Der Verlierer nahm an der 3. Runde des EHF-Pokals teil.
| Mannschaft 1        | Endergebnis       | Mannschaft 2                  | Datum & Zeit            |
| ------------------- | ----------------- | ----------------------------- | ----------------------- |
| FC Porto Moreira 10 | 26 : 33 (14 : 17) | RK Partizan Belgrad Maksić 10 | 04.09.11, So. 18:00 Uhr |
| FC Porto Moreira 10 | Spielbericht      | RK Partizan Belgrad Maksić 10 | 600 Zuschauer           |

### Gruppe 2
Das Turnier der Gruppe 2 fand am 3. und 4. September 2011 in der Sporthalle Hollgasse in Wien statt.
Die Halbfinalspiele der Gruppe 2 fanden am 3. September 2011 statt. Der Gewinner jeder Partie zog in das Finale um die Teilnahme an der Gruppenphase ein. Die Verlierer nahmen am Spiel um die Plätze drei und vier teil.
| Mannschaft 1                | Endergebnis       | Mannschaft 2                           | Datum & Zeit            |
| --------------------------- | ----------------- | -------------------------------------- | ----------------------- |
| IK Sävehof Berggren 8       | 34 : 28 (16 : 12) | Beşiktaş JK Döne 13                    | 03.09.11, Sa. 17:45 Uhr |
| IK Sävehof Berggren 8       | Spielbericht      | Beşiktaş JK Döne 13                    | 300 Zuschauer           |
| HC Dinamo Minsk Puchouski 8 | 32 : 23 (14 : 13) | Aon Fivers Margareten Kirveliavičius 7 | 03.09.11, Sa. 20:15 Uhr |
| HC Dinamo Minsk Puchouski 8 | Spielbericht      | Aon Fivers Margareten Kirveliavičius 7 | 900 Zuschauer           |

Das Spiel der Verlierer fand am 4. September 2011 statt. Der Verlierer der Partie nahm an der 2. Runde des EHF-Pokals teil. Der Gewinner nahm an der 3. Runde des EHF-Pokals teil.
| Mannschaft 1        | Endergebnis       | Mannschaft 2                            | Datum & Zeit            |
| ------------------- | ----------------- | --------------------------------------- | ----------------------- |
| Beşiktaş JK Döne 14 | 37 : 33 (14 : 21) | Aon Fivers Margareten Kirveliavičius 10 | 04.09.11, So. 16:30 Uhr |
| Beşiktaş JK Döne 14 | Spielbericht      | Aon Fivers Margareten Kirveliavičius 10 | 500 Zuschauer           |

Das Finale fand am 4. September 2011 statt. Der Gewinner der Partie nahm an der Gruppenphase der EHF Champions League 2011/12 teil. Der Verlierer nahm an der 3. Runde des EHF-Pokals teil.
| Mannschaft 1          | Endergebnis       | Mannschaft 2               | Datum & Zeit            |
| --------------------- | ----------------- | -------------------------- | ----------------------- |
| IK Sävehof Berggren 9 | 33 : 32 (17 : 15) | HC Dinamo Minsk Niazhura 6 | 04.09.11, So. 14:00 Uhr |
| IK Sävehof Berggren 9 | Spielbericht      | HC Dinamo Minsk Niazhura 6 | 300 Zuschauer           |

### Gruppe 3
Das Turnier der Gruppe 3 fand am 3. und 4. September 2011 in der Maccabi Handball House in Rischon LeZion statt.
Die Halbfinalspiele der Gruppe 3 fanden am 3. September 2011 statt. Der Gewinner jeder Partie zog in das Finale um die Teilnahme an der Gruppenphase ein. Die Verlierer nahmen am Spiel um die Plätze drei und vier teil.
| Mannschaft 1                  | Endergebnis       | Mannschaft 2                     | Datum & Zeit            |
| ----------------------------- | ----------------- | -------------------------------- | ----------------------- |
| FH Hafnarfjörður Gustafsson 7 | 29 : 36 (14 : 18) | Haslum HK Tønnesen 10            | 03.09.11, Sa. 18:00 Uhr |
| FH Hafnarfjörður Gustafsson 7 | Spielbericht      | Haslum HK Tønnesen 10            | 1.000 Zuschauer         |
| RK Metalurg Skopje Marković 7 | 27 : 19 (13 : 07) | Maccabi Rishon LeZion Pomeranz 6 | 03.09.11, Sa. 20:30 Uhr |
| RK Metalurg Skopje Marković 7 | Spielbericht      | Maccabi Rishon LeZion Pomeranz 6 | 1.150 Zuschauer         |

Das Spiel der Verlierer fand am 4. September 2011 statt. Der Verlierer der Partie nahm an der 2. Runde des EHF-Pokals teil. Der Gewinner nahm an der 3. Runde des EHF-Pokals teil.
| Mannschaft 1                      | Endergebnis       | Mannschaft 2                   | Datum & Zeit            |
| --------------------------------- | ----------------- | ------------------------------ | ----------------------- |
| Maccabi Rishon LeZion Pomeranz 11 | 43 : 42 (17 : 17) | FH Hafnarfjörður Gustafsson 12 | 04.09.11, So. 20:30 Uhr |
| Maccabi Rishon LeZion Pomeranz 11 | Spielbericht      | FH Hafnarfjörður Gustafsson 12 | 800 Zuschauer           |

Das Finale fand am 4. September 2011 statt. Der Gewinner der Partie nahm an der Gruppenphase der EHF Champions League 2011/12 teil. Der Verlierer nahm an der 3. Runde des EHF-Pokals teil.
| Mannschaft 1                   | Endergebnis       | Mannschaft 2      | Datum & Zeit            |
| ------------------------------ | ----------------- | ----------------- | ----------------------- |
| RK Metalurg Skopje Marković 11 | 29 : 28 (14 : 09) | Haslum HK Koren 7 | 04.09.11, So. 18:00 Uhr |
| RK Metalurg Skopje Marković 11 | Spielbericht      | Haslum HK Koren 7 | 600 Zuschauer           |

### Gruppe W
Das Turnier der Gruppe W fand am 3. und 4. September 2011 in der Hala Legionów in Kielce statt.
Die Halbfinalspiele der Gruppe W fanden am 3. September 2011 statt. Der Gewinner jeder Partie zog in das Finale um die Teilnahme an der Gruppenphase ein. Die Verlierer nahmen am Spiel um die Plätze drei und vier teil.
| Mannschaft 1                         | Endergebnis             | Mannschaft 2                | Datum & Zeit            |
| ------------------------------------ | ----------------------- | --------------------------- | ----------------------- |
| Rhein-Neckar Löwen Gensheimer 12     | 36 : 30 n. V. (15 : 17) | Dunkerque HBGL Nagy 7       | 03.09.11, Sa. 15:30 Uhr |
| Rhein-Neckar Löwen Gensheimer 12     | Spielbericht            | Dunkerque HBGL Nagy 7       | 2.000 Zuschauer         |
| BM Valladolid Rodríguez Perdíguero 5 | 19 : 21 (08 : 11)       | Vive Targi Kielce Jurecki 5 | 03.09.11, Sa. 18:00 Uhr |
| BM Valladolid Rodríguez Perdíguero 5 | Spielbericht            | Vive Targi Kielce Jurecki 5 | 4.000 Zuschauer         |

Das Spiel der Verlierer fand am 4. September 2011 statt. Der Verlierer der Partie nahm an der 2. Runde des EHF-Pokals teil. Der Gewinner nahm an der 3. Runde des EHF-Pokals teil.
| Mannschaft 1                         | Endergebnis      | Mannschaft 2            | Datum & Zeit            |
| ------------------------------------ | ---------------- | ----------------------- | ----------------------- |
| BM Valladolid Rodríguez Perdíguero 8 | 23 : 27 (9 : 16) | Dunkerque HBGL Soudry 9 | 04.09.11, So. 15:30 Uhr |
| BM Valladolid Rodríguez Perdíguero 8 | Spielbericht     | Dunkerque HBGL Soudry 9 | 4.000 Zuschauer         |

Das Finale fand am 4. September 2011 statt. Der Gewinner der Partie nahm an der Gruppenphase der EHF Champions League 2011/12 teil. Der Verlierer nahm an der 3. Runde des EHF-Pokals teil.
| Mannschaft 1               | Endergebnis             | Mannschaft 2                     | Datum & Zeit            |
| -------------------------- | ----------------------- | -------------------------------- | ----------------------- |
| Vive Targi Kielce Buntić 6 | 32 : 30 n. V. (13 : 11) | Rhein-Neckar Löwen Gensheimer 10 | 04.09.11, So. 18:00 Uhr |
| Vive Targi Kielce Buntić 6 | Spielbericht            | Rhein-Neckar Löwen Gensheimer 10 | 4.000 Zuschauer         |

## Gruppenphase
Die Auslosung der Gruppenphase fand am 28. Juni 2011 in Wien statt.
Es nahmen die 5 Sieger der Qualifikation und die 19 Mannschaften teil, die sich vorher für den Wettbewerb qualifiziert hatten.

### Qualifizierte Teams
| Topf 1: - FC Barcelona (1. Spanische Liga) - HSV Hamburg (1. Deutsche Liga) - Medwedi Tschechow (1. Russische Liga) - Montpellier HB (1. Französische Liga) | Topf 2: - KC Veszprém (1. Ungarische Liga) - RK Zagreb (1. Kroatische Liga) - AG Kopenhagen (1. Dänische Liga) - RK Koper (1. Slowenische Liga) |

| Topf 3: - BM Atlético de Madrid (2. Spanische Liga) - THW Kiel (2. Deutsche Liga) - HCM Constanța (1. Rumänische Liga) - Kadetten Schaffhausen (1. Schweizer Liga) | Topf 4: - GK Sankt Petersburg (2. Russische Liga) - Chambéry Savoie HB (2. Französische Liga) - Ademar León (3. Spanische Liga) - Füchse Berlin (3. Deutsche Liga) |

| Topf 5: - SC Szeged (2. Ungarische Liga) - Bjerringbro-Silkeborg (2. Dänische Liga) - RK Bosna Sarajevo (1. Bosnische Liga) - Wisła Płock (1. Polnische Liga) | Topf 6: - RK Partizan Belgrad (Sieger Qualigruppe 1) - IK Sävehof (Sieger Qualigruppe 2) - RK Metalurg Skopje (Sieger Qualigruppe 3) - Vive Targi Kielce (Sieger Qualigruppe W) |

### Gruppen
| Gruppe A FC Barcelona RK Zagreb Kadetten Schaffhausen Chambéry Savoie HB RK Bosna Sarajevo IK Sävehof | Gruppe B Medwedi Tschechow KC Veszprém BM Atlético de Madrid Füchse Berlin Bjerringbro-Silkeborg Vive Targi Kielce | Gruppe C HSV Hamburg RK Koper HCM Constanța GK Newa St. Petersburg Wisła Płock RK Metalurg Skopje | Gruppe D Montpellier AHB AG Kopenhagen THW Kiel Ademar León SC Szeged RK Partizan Belgrad |

### Entscheidungen
|  | Teilnahme am Achtelfinale |

### Gruppe A
| Pl. | Mannschaft            | Sp. | S | U | N  | T   | GT  | Diff  | Pkt     |
| --- | --------------------- | --- | - | - | -- | --- | --- | ----- | ------- |
| 1.  | FC Barcelona          | 10  | 9 | 0 | 1  | 336 | 245 | + 091 | 18 : 02 |
| 2.  | RK Zagreb             | 10  | 8 | 0 | 2  | 289 | 255 | + 034 | 16 : 04 |
| 3.  | IK Sävehof            | 10  | 5 | 0 | 5  | 291 | 300 | − 09  | 10 : 08 |
| 4.  | Kadetten Schaffhausen | 10  | 4 | 0 | 6  | 309 | 283 | + 026 | 08 : 12 |
| 5.  | Chambéry Savoie HB    | 10  | 4 | 0 | 6  | 276 | 270 | − 06  | 08 : 12 |
| 6.  | RK Bosna Sarajevo     | 10  | 0 | 0 | 10 | 195 | 343 | − 148 | 0 : 20  |

| 29. September 2011, Do. 18:00 Uhr in Zagreb, Arena Zagreb             | 3.000 Zuschauer Spielbericht  | RK Zagreb Horvat 8                 | 30 : 26 (16 : 12) | IK Sävehof 6 Fridén                |
| 1. Oktober 2011, Sa. 16:15 Uhr in Barcelona, Palau Blaugrana          | 1.300 Zuschauer Spielbericht  | FC Barcelona Nagy 6                | 28 : 25 (13 : 16) | Chambéry Savoie HB 8 Bičanić       |
| 1. Oktober 2011, Sa. 19:00 Uhr in Sarajevo, Dvorana Mirza Delibasic   | 1.000 Zuschauer Spielbericht  | RK Bosna Sarajevo Čakić 5          | 23 : 34 (14 : 14) | Kadetten Schaffhausen 8 Ursic      |
| 6. Oktober 2011, Do. 20:00 Uhr in Schaffhausen, BBC-Arena             | 3.100 Zuschauer Spielbericht  | Kadetten Schaffhausen Starczen 9   | 26 : 30 (13 : 14) | FC Barcelona J. García 4           |
| 8. Oktober 2011, Sa. 20:15 Uhr in Zagreb, Arena Zagreb                | 7.000 Zuschauer Spielbericht  | RK Zagreb Horvat 7                 | 33 : 19 (16 : 09) | RK Bosna Sarajevo 5 Čakić          |
| 9. Oktober 2011, So. 17:00 Uhr in Chambéry, Le Phare                  | 3.500 Zuschauer Spielbericht  | Chambéry Savoie HB Bičanić 10      | 33 : 30 (17 : 17) | IK Sävehof 7 Berggren              |
| 13. Oktober 2011, Do. 20:00 Uhr in Schaffhausen, BBC-Arena            | 3.100 Zuschauer Spielbericht  | Kadetten Schaffhausen Graubner 8   | 27 : 28 (14 : 14) | RK Zagreb 8 Kopljar                |
| 15. Oktober 2011, Sa. 16:15 Uhr in Barcelona, Palau Blaugrana         | 1.850 Zuschauer Spielbericht  | FC Barcelona J. García 7           | 36 : 24 (17 : 12) | IK Sävehof 5 Fridén                |
| 15. Oktober 2011, Sa. 19:00 Uhr in Sarajevo, Dvorana Mirza Delibasic  | 1.000 Zuschauer Spielbericht  | RK Bosna Sarajevo Karačić 5        | 18 : 25 (09 : 14) | Chambéry Savoie HB 6 Paty          |
| 20. Oktober 2011, Do. 19:10 Uhr in Göteborg, Scandinavium             | 2.150 Zuschauer Spielbericht  | IK Sävehof Schefvert 6             | 24 : 20 (13 : 11) | RK Bosna Sarajevo 5 Čakić          |
| 22. Oktober 2011, Sa. 20:15 Uhr in Zagreb, Arena Zagreb               | 13.000 Zuschauer Spielbericht | RK Zagreb Horvat 10                | 30 : 31 (14 : 13) | FC Barcelona 7 Rutenka             |
| 22. Oktober 2011, Sa. 20:30 Uhr in Chambéry, Le Phare                 | 3.800 Zuschauer Spielbericht  | Chambéry Savoie HB Bičanić 7       | 33 : 29 (18 : 16) | Kadetten Schaffhausen 6 Starczan   |
| 17. November 2011, Do. 19:10 Uhr in Göteborg, Scandinavium            | 2.300 Zuschauer Spielbericht  | IK Sävehof Fridén 8                | 31 : 25 (14 : 14) | Kadetten Schaffhausen 6 Graubner   |
| 19. November 2011, Sa. 19:00 Uhr in Sarajevo, Dvorana Mirza Delibasic | 4.250 Zuschauer Spielbericht  | RK Bosna Sarajevo Medić 7          | 17 : 43 (09 : 21) | FC Barcelona 6 Aguirrezabalaga     |
| 20. November 2011, So. 17:00 Uhr in Chambéry, Le Phare                | 4.400 Zuschauer Spielbericht  | Chambéry Savoie HB Bašić 5         | 26 : 28 (14 : 14) | RK Zagreb 7 Špiler                 |
| 24. November 2011, Do. 20:30 Uhr in Schaffhausen, BBC-Arena           | 2.100 Zuschauer Spielbericht  | Kadetten Schaffhausen Graubner 11  | 40 : 32 (20 : 14) | IK Sävehof 8 Berggren              |
| 26. November 2011, Sa. 16:15 Uhr in Barcelona, Palau Blaugrana        | 1.300 Zuschauer Spielbericht  | FC Barcelona J. García 5           | 37 : 19 (20 : 10) | RK Bosna Sarajevo 5 Medić          |
| 26. November 2011, Sa. 20:15 Uhr in Zagreb, Arena Zagreb              | 8.000 Zuschauer Spielbericht  | RK Zagreb Horvat 6                 | 28 : 20 (14 : 07) | Chambéry Savoie HB 5 Bašić         |
| 3. Dezember 2011, Sa. 16:15 Uhr in Barcelona, Palau Blaugrana         | 1.450 Zuschauer Spielbericht  | FC Barcelona Ugalde 6              | 33 : 29 (18 : 15) | Kadetten Schaffhausen 6 Kukučka    |
| 3. Dezember 2011, Sa. 19:00 Uhr in Sarajevo, Dvorana Mirza Delibasic  | 2.000 Zuschauer Spielbericht  | RK Bosna Sarajevo Medić 6          | 21 : 26 (11 : 14) | RK Zagreb 9 Horvat                 |
| 4. Dezember 2011, So. 15:10 Uhr in Göteborg, Scandinavium             | 2.200 Zuschauer Spielbericht  | IK Sävehof Apelgren 7              | 32 : 31 (17 : 18) | Chambéry Savoie HB 7 Bašić         |
| 9. Februar 2012, Do. 20:00 Uhr in Schaffhausen, BBC-Arena             | 1.600 Zuschauer Spielbericht  | Kadetten Schaffhausen Pendic 8     | 43 : 18 (23 : 08) | RK Bosna Sarajevo 3 Kasumović      |
| 12. Februar 2012, So. 17:00 Uhr in Chambéry, Le Phare                 | 4.400 Zuschauer Spielbericht  | Chambéry Savoie HB Paty 4          | 19 : 30 (10 : 15) | FC Barcelona 7 Nagy                |
| 12. Februar 2012, So. 18:10 Uhr in Göteborg, Scandinavium             | 3.200 Zuschauer Spielbericht  | IK Sävehof Larsson 13              | 28 : 25 (12 : 10) | RK Zagreb 7 Horvat                 |
| 16. Februar 2012, Do. 20:00 Uhr in Schaffhausen, BBC-Arena            | 2.400 Zuschauer Spielbericht  | Kadetten Schaffhausen Stojanović 8 | 28 : 24 (15 : 12) | Chambéry Savoie HB 5 Marroux       |
| 18. Februar 2012, Sa. 16:15 Uhr in Barcelona, Palau Blaugrana         | 2.600 Zuschauer Spielbericht  | FC Barcelona Rutenka 8             | 29 : 30 (14 : 15) | RK Zagreb 7 Kopljar                |
| 18. Februar 2012, Sa. 19:00 Uhr in Sarajevo, Dvorana Mirza Delibasic  | 1.000 Zuschauer Spielbericht  | RK Bosna Sarajevo Terza 5          | 21 : 38 (08 : 19) | IK Sävehof 7 Fridén                |
| 25. Februar 2012, Sa. 20:30 Uhr in Zagreb, Arena Zagreb               | 5.000 Zuschauer Spielbericht  | RK Zagreb Horvat 8                 | 31 : 28 (16 : 14) | Kadetten Schaffhausen 6 Stojanović |
| 25. Februar 2012, Sa. 20:30 Uhr in Chambéry, Le Phare                 | 4.400 Zuschauer Spielbericht  | Chambéry Savoie HB Bičanić 8       | 40 : 19 (20 : 11) | RK Bosna Sarajevo 5 Alibegović     |
| 26. Februar 2012, So. 16:10 Uhr in Göteborg, Scandinavium             | 4.150 Zuschauer Spielbericht  | IK Sävehof Larsson 8               | 26 : 39 (11 : 19) | FC Barcelona 9 Nøddesbo            |

### Gruppe B
| Pl. | Mannschaft            | Sp. | S | U | N  | T   | GT  | Diff | Pkt     |
| --- | --------------------- | --- | - | - | -- | --- | --- | ---- | ------- |
| 1.  | BM Atlético de Madrid | 10  | 7 | 2 | 1  | 318 | 285 | + 33 | 16 : 04 |
| 2.  | KC Veszprém           | 10  | 6 | 0 | 4  | 266 | 266 | ± 0  | 12 : 08 |
| 3.  | Vive Targi Kielce     | 10  | 5 | 1 | 4  | 295 | 285 | + 10 | 11 : 09 |
| 4.  | Füchse Berlin         | 10  | 5 | 1 | 4  | 296 | 292 | + 04 | 11 : 09 |
| 5.  | Medwedi Tschechow     | 10  | 3 | 4 | 3  | 291 | 276 | + 15 | 10 : 10 |
| 6.  | Bjerringbro-Silkeborg | 10  | 0 | 0 | 10 | 253 | 315 | − 62 | 0 : 20  |

| 2. Okt. 2011, So. 15:00 Uhr in Kielce, Hala Legionów                   | 4.000 Zuschauer Spielbericht  | Vive Targi Kielce Stojkovic 9            | 25 : 29 (10 : 17) | KC Veszprém 6 Vujin                        |
| 2. Okt. 2011, So. 16:50 Uhr in Herning, Herning Arena                  | 10.300 Zuschauer Spielbericht | Bjerringbro-Silkeborg Nielsen 6          | 27 : 30 (16 : 15) | BM Atlético de Madrid 9 Aguinagalde Aquizu |
| 2. Okt. 2011, So. 18:45 Uhr in Tschechow, Sport Hall "Olimpiyskiy"     | 2.000 Zuschauer Spielbericht  | Medwedi Tschechow Dibirow 6              | 31 : 31 (15 : 18) | Füchse Berlin 9 Christophersen             |
| 8. Oktober 2011, Sa. 18:15 Uhr in Veszprém, Veszprém Aréna             | 5.000 Zuschauer Spielbericht  | KC Veszprém Vujin 8                      | 32 : 25 (17 : 11) | Bjerringbro-Silkeborg 6 Petersen           |
| 9. Oktober 2011, So. 17:30 Uhr in Berlin, Max-Schmeling-Halle          | 7.900 Zuschauer Spielbericht  | Füchse Berlin Laen 7                     | 30 : 27 (14 : 15) | Vive Targi Kielce 5 Tkaczyk                |
| 9. Oktober 2011, So. 20:15 Uhr in Madrid, Palacio Vistalegre           | 4.500 Zuschauer Spielbericht  | BM Atlético de Madrid Lazarov 7          | 30 : 30 (18 : 14) | Medwedi Tschechow 6 Filippow               |
| 13. Oktober 2011, Do. 19:00 Uhr in Tschechow, Sport Hall "Olimpiyskiy" | 2.300 Zuschauer Spielbericht  | Medwedi Tschechow Schelmenko 8           | 30 : 31 (17 : 17) | Vive Targi Kielce 9 Jurecki                |
| 15. Oktober 2011, Sa. 20:15 Uhr in Madrid, Palacio Vistalegre          | 4.850 Zuschauer Spielbericht  | BM Atlético de Madrid Lazarov 7          | 37 : 28 (17 : 15) | KC Veszprém 7 Vujin                        |
| 16. Oktober 2011, So. 15:00 Uhr in Silkeborg, Silkeborg hallerne A     | 2.000 Zuschauer Spielbericht  | Bjerringbro-Silkeborg Kirkegaard 6       | 25 : 30 (14 : 14) | Füchse Berlin 8 Laen                       |
| 22. Oktober 2011, Sa. 16:15 Uhr in Veszprém, Veszprém Aréna            | 5.000 Zuschauer Spielbericht  | KC Veszprém Pérez 7                      | 24 : 22 (10 : 10) | Medwedi Tschechow 6 Schelmenko             |
| 23. Oktober 2011, So. 15:00 Uhr in Kielce, Hala Legionów               | 4.000 Zuschauer Spielbericht  | Vive Targi Kielce Buntić 9               | 37 : 29 (21 : 14) | Bjerringbro-Silkeborg 6 Petersen           |
| 23. Oktober 2011, So. 15:30 Uhr in Berlin, Max-Schmeling-Halle         | 9.000 Zuschauer Spielbericht  | Füchse Berlin Jaszka 10                  | 33 : 37 (15 : 17) | BM Atlético de Madrid 6 Lazarov            |
| 16. November 2011, Mi. 19:15 Uhr in Berlin, Max-Schmeling-Halle        | 6.650 Zuschauer Spielbericht  | Füchse Berlin Laen 6                     | 24 : 29 (13 : 15) | KC Veszprém 7 Terzić                       |
| 16. November 2011, Mi. 20:00 Uhr in Kielce, Hala Legionów              | 4.000 Zuschauer Spielbericht  | Vive Targi Kielce Jurecki 11             | 29 : 37 (14 : 19) | BM Atlético de Madrid 8 Lazarov            |
| 20. November 2011, So. 16:50 Uhr in Silkeborg, Silkeborg hallerne A    | 1.700 Zuschauer Spielbericht  | Bjerringbro-Silkeborg Schmidt 5          | 25 : 35 (11 : 22) | Medwedi Tschechow 7 Schelmenko             |
| 24. Nov. 2011, Do. 19:00 Uhr in Tschechow, Sport Hall "Olimpiyskiy"    | -.--- Zuschauer Spielbericht  | Medwedi Tschechow Tschipurin 8           | 30 : 23 (15 : 13) | Bjerringbro-Silkeborg 7 Petersen           |
| 27. Nov. 2011, So. 17:00 Uhr in Veszprém, Veszprém Aréna               | 5.000 Zuschauer Spielbericht  | KC Veszprém Vujin 7                      | 24 : 33 (10 : 15) | Füchse Berlin 7 Laen                       |
| 27. Nov. 2011, So. 20:15 Uhr in Madrid, Palacio Vistalegre             | 4.850 Zuschauer Spielbericht  | BM Atlético de Madrid Lazarov 7          | 28 : 27 (13 : 13) | Vive Targi Kielce 6 Stojković              |
| 1. Dezember 2011, Do. 19:00 Uhr in Tschechow, Sport Hall "Olimpiyskiy" | 2.400 Zuschauer Spielbericht  | Medwedi Tschechow Tschipurin 7           | 29 : 29 (18 : 16) | BM Atlético de Madrid 7 Lazarov            |
| 4. Dezember 2011, So. 15:45 Uhr in Kielce, Hala Legionów               | 4.000 Zuschauer Spielbericht  | Vive Targi Kielce Stojković 6            | 32 : 29 (15 : 17) | Füchse Berlin 8 Ninčević                   |
| 4. Dezember 2011, So. 16:50 Uhr in Silkeborg, Silkeborg hallerne A     | 1.500 Zuschauer Spielbericht  | Bjerringbro-Silkeborg Petersen 4         | 19 : 25 (05 : 14) | KC Veszprém 9 Vujin                        |
| 11. Februar 2012, Sa. 16:15 Uhr in Veszprém, Veszprém Aréna            | 5.000 Zuschauer Spielbericht  | KC Veszprém Császár 5                    | 21 : 24 (13 : 12) | Vive Targi Kielce 9 Jurecki                |
| 11. Februar 2012, Sa. 20:45 Uhr in Madrid, Palacio Vistalegre          | 3.850 Zuschauer Spielbericht  | BM Atlético de Madrid Cañellas Reixach 6 | 31 : 27 (15 : 13) | Bjerringbro-Silkeborg 6 Kirkegaard         |
| 12. Februar 2012, So. 17:00 Uhr in Berlin, Max-Schmeling-Halle         | 8.600 Zuschauer Spielbericht  | Füchse Berlin Richwien 8                 | 31 : 28 (17 : 19) | Medwedi Tschechow 6 Harbok                 |
| 16. Februar 2012, Do. 19:00 Uhr in Tschechow, Sport Hall "Olimpiyskiy" | 2.000 Zuschauer Spielbericht  | Medwedi Tschechow Filippow 6             | 30 : 26 (13 : 13) | KC Veszprém 7 Császár                      |
| 19. Februar 2012, So. 15:30 Uhr in Silkeborg, Silkeborg hallerne A     | 2.000 Zuschauer Spielbericht  | Bjerringbro-Silkeborg Nielsen 7          | 26 : 37 (12 : 17) | Vive Targi Kielce 8 Jurecki                |
| 19. Februar 2012, So. 15:45 Uhr in Madrid, Palacio Vistalegre          | 6.500 Zuschauer Spielbericht  | BM Atlético de Madrid Källman 6          | 32 : 27 (13 : 12) | Füchse Berlin 6 Romero                     |
| 25. Februar 2012, Sa. 14:30 Uhr in Berlin, Max-Schmeling-Halle         | 8.850 Zuschauer Spielbericht  | Füchse Berlin Christophersen 8           | 28 : 27 (14 : 13) | Bjerringbro-Silkeborg 7 Lauge Schmidt      |
| 25. Februar 2012, Sa. 17:00 Uhr in Kielce, Hala Legionów               | 4.000 Zuschauer Spielbericht  | Vive Targi Kielce Jurecki 9              | 26 : 26 (12 : 10) | Medwedi Tschechow 9 Harbok                 |
| 25. Februar 2012, Sa. 17:00 Uhr in Veszprém, Veszprém Aréna            | 5.000 Zuschauer Spielbericht  | KC Veszprém Iváncsik 6                   | 28 : 27 (10 : 11) | BM Atlético de Madrid 6 Markussen          |

### Gruppe C
| Pl. | Mannschaft          | Sp. | S | U | N | T   | GT  | Diff | Pkt     |
| --- | ------------------- | --- | - | - | - | --- | --- | ---- | ------- |
| 1.  | HSV Hamburg         | 10  | 9 | 1 | 0 | 310 | 245 | + 65 | 19 : 01 |
| 2.  | RK Koper            | 10  | 5 | 3 | 2 | 267 | 248 | + 19 | 13 : 07 |
| 3.  | RK Metalurg Skopje  | 10  | 5 | 2 | 3 | 254 | 231 | + 23 | 12 : 08 |
| 4.  | Wisła Płock         | 10  | 4 | 1 | 5 | 273 | 269 | + 04 | 09 : 11 |
| 5.  | GK Sankt Petersburg | 10  | 2 | 1 | 7 | 241 | 301 | − 60 | 05 : 15 |
| 6.  | HCM Constanța       | 10  | 1 | 0 | 9 | 235 | 286 | − 51 | 02 : 18 |

| 29. September 2011, Do. 19:00 Uhr in Hamburg, Sporthalle Hamburg                | 2.400 Zuschauer Spielbericht | HSV Hamburg Flohr 6              | 32 : 20 (15 : 10) | GK Sankt Petersburg 4 Nassyrow   |
| 1. Oktober 2011, Sa. 15:00 Uhr in Płock, Orlen Arena                            | 3.500 Zuschauer Spielbericht | Wisła Płock Kavas 8              | 30 : 29 (13 : 15) | HCM Constanța 10 Stamate         |
| 1. Oktober 2011, Sa. 18:00 Uhr in Skopje, Sportski centar Boris Trajkovski      | 3.500 Zuschauer Spielbericht | RK Metalurg Skopje Mirkulovski 5 | 28 : 23 (15 : 07) | RK Koper 5 Skoko                 |
| 6. Oktober 2011, Do. 20:00 Uhr in Buzău, Romeo Iamandi                          | 2.000 Zuschauer Spielbericht | HCM Constanța Csepreghi 6        | 26 : 34 (12 : 17) | HSV Hamburg 7 Duvnjak            |
| 8. Oktober 2011, Sa. 20:00 Uhr in Koper, Sportna Dvorana Bonifika               | 2.100 Zuschauer Spielbericht | RK Koper Krivokapić 10           | 27 : 24 (14 : 13) | Wisła Płock 5 Toromanović        |
| 9. Oktober 2011, So. 15:00 Uhr in Sankt Petersburg, Sportkompleks „Ubileyniy“   | 1.500 Zuschauer Spielbericht | GK Sankt Petersburg Schindin 9   | 25 : 25 (10 : 11) | RK Metalurg Skopje 7 Marković    |
| 13. Oktober 2011, Do. 20:00 Uhr in Buzău, Romeo Iamandi                         | 1.500 Zuschauer Spielbericht | HCM Constanța Csepreghi 6        | 25 : 27 (14 : 14) | RK Koper 6 Bombač                |
| 16. Oktober 2011, So. 16:00 Uhr in Płock, Orlen Arena                           | 3.500 Zuschauer Spielbericht | Wisła Płock Chrapkowski 6        | 30 : 26 (17 : 11) | GK Sankt Petersburg 5 Nassyrow   |
| 16. Oktober 2011, So. 17:30 Uhr in Hamburg, Sporthalle Hamburg                  | 3.250 Zuschauer Spielbericht | HSV Hamburg Lacković 6           | 32 : 25 (18 : 12) | RK Metalurg Skopje 8 Mojsovski   |
| 19. Oktober 2011, Mi. 19:00 Uhr in Sankt Petersburg, Sportkompleks „Ubileyniy“  | 800 Zuschauer Spielbericht   | GK Sankt Petersburg Schindin 7   | 27 : 25 (14 : 10) | HCM Constanța 7 Stavrositu       |
| 20. Oktober 2011, Do. 19:00 Uhr in Skopje, Sportski centar Boris Trajkovski     | 5.500 Zuschauer Spielbericht | RK Metalurg Skopje Mojsovski 12  | 31 : 27 (17 : 10) | Wisła Płock 5 Eklemović          |
| 23. Okt. 2011, So. 19:00 Uhr in Koper, Sportna Dvorana Bonifika                 | 2.700 Zuschauer Spielbericht | RK Koper Krivokapić 5            | 23 : 24 (10 : 17) | HSV Hamburg 5 Lacković           |
| 16. November 2011, Mi. 20:00 Uhr in Sankt Petersburg, Sportkompleks „Ubileyniy“ | 1.000 Zuschauer Spielbericht | GK Sankt Petersburg Nassyrow 6   | 26 : 35 (16 : 18) | RK Koper 9 Skube                 |
| 19. November 2011, Sa. 15:00 Uhr in Płock, Orlen Arena                          | 5.000 Zuschauer Spielbericht | Wisła Płock Kubisztal 5          | 26 : 30 (13 : 14) | HSV Hamburg 8 Hens               |
| 19. November 2011, Sa. 20:00 Uhr in Skopje, Sportski centar Boris Trajkovski    | 6.700 Zuschauer Spielbericht | RK Metalurg Skopje Mojsovski 8   | 25 : 18 (12 : 08) | HCM Constanța 3 Stavrositu       |
| 24. November 2011, Do. 20:00 Uhr in Buzău, Romeo Iamandi                        | 1.200 Zuschauer Spielbericht | HCM Constanța Csepreghi 4        | 20 : 19 (09 : 12) | RK Metalurg Skopje 5 Mojsovski   |
| 26. November 2011, Sa. 17:00 Uhr in Koper, Sportna Dvorana Bonifika             | 1.500 Zuschauer Spielbericht | RK Koper Krivokapić 9            | 30 : 23 (13 : 10) | GK Sankt Petersburg 7 Poljakow   |
| 27. November 2011, So. 15:30 Uhr in Hamburg, Sporthalle Hamburg                 | 3.250 Zuschauer Spielbericht | HSV Hamburg Lindberg 7           | 34 : 25 (14 : 10) | Wisła Płock 4 Wiśniewski         |
| 1. Dezember 2011, Do. 19:00 Uhr in Hamburg, Sporthalle Hamburg                  | 1.950 Zuschauer Spielbericht | HSV Hamburg Lacković 8           | 36 : 25 (20 : 11) | HCM Constanța 4 Riganas          |
| 3. Dezember 2011, Sa. 15:00 Uhr in Płock, Orlen Arena                           | 3.500 Zuschauer Spielbericht | Wisła Płock Kavaš 4              | 25 : 25 (14 : 12) | RK Koper 7 Brumen                |
| 3. Dezember 2011, Sa. 18:00 Uhr in Skopje, Sportski centar Boris Trajkovski     | 7.000 Zuschauer Spielbericht | RK Metalurg Skopje Marković 9    | 32 : 19 (16 : 07) | GK Sankt Petersburg 6 Ljaschenko |
| 9. Februar 2012, Do. 20:00 Uhr in Buzău, Romeo Iamandi                          | 1.200 Zuschauer Spielbericht | HCM Constanța Toma 7             | 19 : 34 (12 : 15) | Wisła Płock 11 Kubisztal         |
| 11. Februar 2012, Sa. 18:00 Uhr in Koper, Sportna Dvorana Bonifika              | 2.000 Zuschauer Spielbericht | RK Koper Bombač 7                | 22 : 22 (11 : 11) | RK Metalurg Skopje 6 Marković    |
| 12. Februar 2012, So. 16:00 Uhr in Sankt Petersburg, Sportkompleks „Ubileyniy“  | 1.500 Zuschauer Spielbericht | GK Sankt Petersburg Gaboev 6     | 25 : 36 (13 : 17) | HSV Hamburg 6 Gille              |
| 16. Februar 2012, Do. 19:00 Uhr in Hamburg, Sporthalle Hamburg                  | 3.200 Zuschauer Spielbericht | HSV Hamburg Flohr 6              | 27 : 27 (15 : 14) | RK Koper 7 Brumen                |
| 16. Februar 2012, Do. 20:00 Uhr in Buzău, Romeo Iamandi                         | 600 Zuschauer Spielbericht   | HCM Constanța Ghionea 5          | 24 : 26 (09 : 12) | GK Sankt Petersburg 7 Schindin   |
| 19. Februar 2012, So. 17:30 Uhr in Płock, Orlen Arena                           | 4.100 Zuschauer Spielbericht | Wisła Płock Kubisztal 6          | 20 : 24 (11 : 11) | RK Metalurg Skopje 8 Marković    |
| 25. Februar 2012, Sa. 20:00 Uhr in Koper, Sportna Dvorana Bonifika              | 1.500 Zuschauer Spielbericht | RK Koper Bombač 6                | 28 : 24 (09 : 14) | HCM Constanța 6 Csepreghi        |
| 26. Februar 2012, So. 15:00 Uhr in Sankt Petersburg, Sportkompleks „Ubileyniy“  | 700 Zuschauer Spielbericht   | GK Sankt Petersburg Schindin 7   | 23 : 32 (12 : 16) | Wisła Płock 7 Spanne             |
| 26. Februar 2012, So. 18:30 Uhr in Skopje, Sportski centar Boris Trajkovski     | 6.950 Zuschauer Spielbericht | RK Metalurg Skopje Marković 7    | 23 : 25 (14 : 12) | HSV Hamburg 5 Duvnjak            |

### Gruppe D
| Pl. | Mannschaft          | Sp. | S | U | N  | T   | GT  | Diff | Pkt     |
| --- | ------------------- | --- | - | - | -- | --- | --- | ---- | ------- |
| 1.  | THW Kiel            | 10  | 7 | 2 | 1  | 318 | 263 | + 55 | 16 : 04 |
| 2.  | AG Kopenhagen       | 10  | 7 | 1 | 2  | 298 | 268 | + 30 | 15 : 05 |
| 3.  | Ademar León         | 10  | 6 | 1 | 3  | 302 | 296 | + 06 | 13 : 07 |
| 4.  | Montpellier HB      | 10  | 5 | 0 | 5  | 307 | 293 | + 14 | 10 : 10 |
| 5.  | SC Szeged           | 10  | 3 | 0 | 7  | 285 | 316 | − 31 | 06 : 14 |
| 6.  | RK Partizan Belgrad | 10  | 0 | 0 | 10 | 243 | 317 | − 74 | 0 : 20  |

| 1. Oktober 2011, Sa. 17:00 Uhr in Vršac, Centar Millennium                | 500 Zuschauer Spielbericht    | RK Partizan Belgrad Dimitrijević 5 | 25 : 31 (12 : 16) | AG Kopenhagen 12 Sigurðsson        |
| 2. Oktober 2011, So. 17:00 Uhr in Montpellier, Arena Montpellier          | 6.500 Zuschauer Spielbericht  | Montpellier HB Tej 10              | 38 : 34 (19 : 18) | Ademar León 7 Čutura               |
| 2. Oktober 2011, So. 19:00 Uhr in Szeged, Varosi Sportcsarnok Szeged      | 3.500 Zuschauer Spielbericht  | SC Szeged Zubai 8                  | 26 : 38 (14 : 16) | THW Kiel 8 Jícha                   |
| 8. Oktober 2011, Sa. 18:00 Uhr in León, Palacio de los Deportes de Leon   | 3.000 Zuschauer Spielbericht  | Ademar León Kriwoschlykow 6        | 33 : 28 (20 : 12) | RK Partizan Belgrad 6 Maksić       |
| 9. Oktober 2011, So. 16:50 Uhr in Brøndby, Brøndby Hallen                 | 5.500 Zuschauer Spielbericht  | AG Kopenhagen Hansen 10            | 36 : 24 (18 : 11) | SC Szeged 8 Šulc                   |
| 9. Oktober 2011, So. 19:00 Uhr in Kiel, Sparkassen-Arena                  | 10.000 Zuschauer Spielbericht | THW Kiel Jícha 6                   | 23 : 24 (14 : 10) | Montpellier HB 8 Accambray         |
| 15. Oktober 2011, Sa. 16:15 Uhr in Szeged, Varosi Sportcsarnok Szeged     | 2.000 Zuschauer Spielbericht  | SC Szeged Šulc 10                  | 31 : 35 (16 : 16) | Ademar León 9 Straňovský           |
| 16. Oktober 2011, So. 17:00 Uhr in Montpellier, Arena Montpellier         | 7.000 Zuschauer Spielbericht  | Montpellier HB Kavtičnik 8         | 36 : 27 (22 : 14) | RK Partizan Belgrad 6 Mandić       |
| 18. Dezember 2011, So. 17:00 Uhr in Kiel, Sparkassen-Arena                | 10.250 Zuschauer Spielbericht | THW Kiel Zeitz 7                   | 28 : 26 (12 : 14) | AG Kopenhagen 8 Ekberg             |
| 22. Oktober 2011, Sa. 17:00 Uhr in León, Palacio de los Deportes de Leon  | 5.200 Zuschauer Spielbericht  | Ademar León Straňovský 8           | 28 : 28 (15 : 12) | THW Kiel 6 Andersson               |
| 23. Oktober 2011, So. 16:50 Uhr in Brøndby, Brøndby Hallen                | 5.600 Zuschauer Spielbericht  | AG Kopenhagen Ekberg 9             | 31 : 29 (21 : 12) | Montpellier HB 11 Kavtičnik        |
| 23. Oktober 2011, So. 19:00 Uhr in Vršac, Centar Millennium               | 1.100 Zuschauer Spielbericht  | RK Partizan Belgrad Kostadinović 7 | 23 : 29 (13 : 16) | SC Szeged 9 Šulc                   |
| 19. November 2011, Sa. 16:15 Uhr in Szeged, Varosi Sportcsarnok Szeged    | 3.500 Zuschauer Spielbericht  | SC Szeged Šulc 9                   | 38 : 35 (18 : 17) | Montpellier HB 10 Accambray        |
| 19. November 2011, Sa. 19:00 Uhr in León, Palacio de los Deportes de Leon | 5.000 Zuschauer Spielbericht  | Ademar León A. García 9            | 28 : 26 (14 : 12) | AG Kopenhagen 7 Hansen             |
| 20. November 2011, So. 17:00 Uhr in Kiel, Sparkassen-Arena                | 8.000 Zuschauer Spielbericht  | THW Kiel Lundström 8               | 36 : 28 (17 : 18) | RK Partizan Belgrad 8 Dimitrijević |
| 23. November 2011, Mi. 19:00 Uhr in Belgrad, Hala Pionir                  | 2.700 Zuschauer Spielbericht  | RK Partizan Belgrad Dimitrijević 4 | 24 : 35 (10 : 19) | THW Kiel 11 Jícha                  |
| 27. November 2011, So. 16:50 Uhr in Brøndby, Brøndby Hallen               | 5.600 Zuschauer Spielbericht  | AG Kopenhagen Hansen 9             | 30 : 29 (15 : 16) | Ademar León 6 Straňovský           |
| 18. Dezember 2011, So. 17:00 Uhr in Montpellier, Arena Montpellier        | 7.500 Zuschauer Spielbericht  | Montpellier HB Gajič 7             | 29 : 26 (17 : 14) | SC Szeged 7 Ancsin                 |
| 4. Dezember 2011, So. 15:00 Uhr in Szeged, Varosi Sportcsarnok Szeged     | 3.500 Zuschauer Spielbericht  | SC Szeged Buday 8                  | 31 : 34 (17 : 19) | AG Kopenhagen 9 Hansen             |
| 4. Dezember 2011, So. 17:15 Uhr in Montpellier, Arena Montpellier         | 8.500 Zuschauer Spielbericht  | Montpellier HB Accambray 8         | 31 : 34 (17 : 16) | THW Kiel 9 Andersson               |
| 4. Dezember 2011, So. 19:00 Uhr in Belgrad, Hala Pionir                   | 1.000 Zuschauer Spielbericht  | RK Partizan Belgrad Dimitrijević 6 | 24 : 27 (10 : 14) | Ademar León 5 A. García            |
| 9. Februar 2012, Do. 19:00 Uhr in Kiel, Sparkassen-Arena                  | 10.000 Zuschauer Spielbericht | THW Kiel Sprenger 11               | 34 : 24 (18 : 12) | SC Szeged 6 Beocanin               |
| 12. Februar 2012, So. 16:50 Uhr in Brøndby, Brøndby Hallen                | 5.600 Zuschauer Spielbericht  | AG Kopenhagen Ekberg 6             | 29 : 23 (18 : 11) | RK Partizan Belgrad 6 Ilić         |
| 12. Februar 2012, So. 18:30 Uhr in León, Palacio de los Deportes de Leon  | 5.200 Zuschauer Spielbericht  | Ademar León Ruesga Pasarín 11      | 29 : 28 (13 : 12) | Montpellier HB 11 Kavtičnik        |
| 18. Februar 2012, Sa. 16:15 Uhr in Szeged, Varosi Sportcsarnok Szeged     | 2.500 Zuschauer Spielbericht  | SC Szeged Ancsin 9                 | 31 : 21 (13 : 10) | RK Partizan Belgrad 4 Maksić       |
| 19. Februar 2012, So. 17:00 Uhr in Montpellier, Arena Montpellier         | 8.000 Zuschauer Spielbericht  | Montpellier HB Karabatić 9         | 27 : 31 (14 : 17) | AG Kopenhagen 8 Sigurðsson         |
| 19. Februar 2012, So. 18:45 Uhr in Kiel, Sparkassen-Arena                 | 10.000 Zuschauer Spielbericht | THW Kiel Ilić 10                   | 38 : 28 (19 : 13) | Ademar León 8 Ruesga Pasarin       |
| 26. Februar 2012, So. 16:50 Uhr in Brøndby, Brøndby Hallen                | 5.600 Zuschauer Spielbericht  | AG Kopenhagen Sigurðsson 8         | 24 : 24 (11 : 11) | THW Kiel 5 Andersson               |
| 26. Februar 2012, So. 18:00 Uhr in León, Palacio de los Deportes de Leon  | 3.500 Zuschauer Spielbericht  | Ademar León Straňovský 6           | 31 : 25 (17 : 10) | SC Szeged 8 Ancsin                 |
| 26. Februar 2012, So. 19:00 Uhr in Belgrad, Hala Pionir                   | 1.000 Zuschauer Spielbericht  | RK Partizan Belgrad Maksić 6       | 20 : 30 (07 : 16) | Montpellier HB 6 Kavtičnik         |

## Achtelfinale

### Qualifizierte Teams
| Gruppen 1. FC Barcelona BM Atlético de Madrid HSV Hamburg THW Kiel | Gruppen 2. RK Zagreb KC Veszprém RK Koper AG Kopenhagen | Gruppen 3. IK Sävehof Vive Targi Kielce RK Metalurg Skopje Ademar León | Gruppen 4. Kadetten Schaffhausen Füchse Berlin Wisła Płock Montpellier AHB |

### Ausgeloste Spiele & Ergebnisse
Die Auslosung der Achtelfinalspiele fand am 28. Februar 2012 um 11:00 Uhr (UTC+1) in Hørsholm statt.
Im Achtelfinale traf immer ein Gruppenerster auf einen Gruppenvierten (= Hälfte A) und ein Gruppenzweiter auf einen Gruppendritten (= Hälfte B) einer anderen Gruppe.
Die Gruppenersten und Gruppenzweiten hatten das Recht, das Rückspiel zu Hause auszutragen.
Die Hinspiele fanden am 14./15./17./18. März 2012 statt, die Rückspiele am 18./24./25. März 2012.
|          | Mannschaft 1                        | Mannschaft 2                     | Hinspiel             | Rückspiel            | Gesamt  |
| -------- | ----------------------------------- | -------------------------------- | -------------------- | -------------------- | ------- |
| Hälfte A | Füchse Berlin Christophersen 12     | HSV Hamburg Lindberg 13          | 18.03. So. 16:00 Uhr | 25.03. So. 17:15 Uhr | 56 : 53 |
| Hälfte A | Füchse Berlin Christophersen 12     | HSV Hamburg Lindberg 13          | 32 : 30 (15 : 15)    | 24 : 23 (10 : 11)    | 56 : 53 |
| Hälfte A | Füchse Berlin Christophersen 12     | HSV Hamburg Lindberg 13          | 8.900 Zuschauer      | 7.800 Zuschauer      | 56 : 53 |
| Hälfte A | Montpellier AHB Gajič 15            | FC Barcelona Rutenka 10          | 18.03. So. 17:00 Uhr | 25.03. So. 17:00 Uhr | 50 : 64 |
| Hälfte A | Montpellier AHB Gajič 15            | FC Barcelona Rutenka 10          | 30 : 28 (17 : 11)    | 20 : 36 (08 : 17)    | 50 : 64 |
| Hälfte A | Montpellier AHB Gajič 15            | FC Barcelona Rutenka 10          | 3.000 Zuschauer      | 6.700 Zuschauer      | 50 : 64 |
| Hälfte A | Wisła Płock Spanne 8                | THW Kiel Jícha 11                | 14.03. Mi. 20:00 Uhr | 18.03. So. 17:30 Uhr | 48 : 63 |
| Hälfte A | Wisła Płock Spanne 8                | THW Kiel Jícha 11                | 24 : 36 (12 : 14)    | 24 : 27 (10 : 15)    | 48 : 63 |
| Hälfte A | Wisła Płock Spanne 8                | THW Kiel Jícha 11                | 5.492 Zuschauer      | 9.050 Zuschauer      | 48 : 63 |
| Hälfte A | Kadetten Schaffhausen Stojanović 11 | BM Atlético de Madrid Lazarov 15 | 15.03. Do. 19:30 Uhr | 25.03. So. 15:45 Uhr | 57 : 62 |
| Hälfte A | Kadetten Schaffhausen Stojanović 11 | BM Atlético de Madrid Lazarov 15 | 27 : 36 (11 : 15)    | 30 : 26 (14 : 14)    | 57 : 62 |
| Hälfte A | Kadetten Schaffhausen Stojanović 11 | BM Atlético de Madrid Lazarov 15 | 3.400 Zuschauer      | 4.200 Zuschauer      | 57 : 62 |
| Hälfte B | Ademar León Straňovský 15           | KC Veszprém Vujin 14             | 17.03. Sa. 17:00 Uhr | 25.03. So. 18:00 Uhr | 56 : 55 |
| Hälfte B | Ademar León Straňovský 15           | KC Veszprém Vujin 14             | 31 : 28 (19 : 19)    | 25 : 27 (12 : 16)    | 56 : 55 |
| Hälfte B | Ademar León Straňovský 15           | KC Veszprém Vujin 14             | 4.600 Zuschauer      | 5.000 Zuschauer      | 56 : 55 |
| Hälfte B | Vive Targi Kielce Buntić 9          | RK Koper Brumen 16               | 18.03. So. 20:30 Uhr | 24.03. Sa. 18:00 Uhr | 50 : 51 |
| Hälfte B | Vive Targi Kielce Buntić 9          | RK Koper Brumen 16               | 27 : 26 (13 : 12)    | 23 : 25 (13 : 12)    | 50 : 51 |
| Hälfte B | Vive Targi Kielce Buntić 9          | RK Koper Brumen 16               | 4.000 Zuschauer      | 3.000 Zuschauer      | 50 : 51 |
| Hälfte B | RK Metalurg Skopje Mojsovski 12     | RK Zagreb Horvat 11              | 18.03. So. 17:00 Uhr | 24.03. Sa. 20:15 Uhr | 40 : 44 |
| Hälfte B | RK Metalurg Skopje Mojsovski 12     | RK Zagreb Horvat 11              | 19 : 18 (07 : 09)    | 21 : 26 (10 : 12)    | 40 : 44 |
| Hälfte B | RK Metalurg Skopje Mojsovski 12     | RK Zagreb Horvat 11              | 7.000 Zuschauer      | 8.500 Zuschauer      | 40 : 44 |
| Hälfte B | IK Sävehof Berggren 14              | AG Kopenhagen Hansen 11          | 18.03. So. 16:30 Uhr | 24.03. Sa. 20:00 Uhr | 49 : 60 |
| Hälfte B | IK Sävehof Berggren 14              | AG Kopenhagen Hansen 11          | 25 : 34 (09 : 19)    | 24 : 26 (12 : 14)    | 49 : 60 |
| Hälfte B | IK Sävehof Berggren 14              | AG Kopenhagen Hansen 11          | 4.200 Zuschauer      | 5.600 Zuschauer      | 49 : 60 |

## Viertelfinale

### Qualifizierte Teams
| Gruppen 1. FC Barcelona BM Atlético de Madrid Füchse Berlin THW Kiel | Gruppen 2. RK Zagreb Ademar León RK Koper AG Kopenhagen |

### Ausgeloste Spiele & Ergebnisse
Die Auslosung der Viertelfinalspiele fand am 27. März 2012 um 11:00 Uhr (UTC+1) in Wien statt.
Im Viertelfinale traf immer eine Mannschaft aus Hälfte A auf eine Mannschaft aus Hälfte B des Achtelfinales.
Die Mannschaften aus Hälfte A hatten das Recht, das Rückspiel zu Hause auszutragen.
Die Hinspiele fanden am 20./21. April 2012 statt, die Rückspiele am 28./29. April 2012.
| Mannschaft 1                | Mannschaft 2                      | Hinspiel             | Rückspiel            | Gesamt   |
| --------------------------- | --------------------------------- | -------------------- | -------------------- | -------- |
| AG Kopenhagen Sigurðsson 12 | FC Barcelona Nagy 12              | 20.04. Fr. 20:10 Uhr | 28.04. Sa. 20:00 Uhr | 62 : 59  |
| AG Kopenhagen Sigurðsson 12 | FC Barcelona Nagy 12              | 29 : 23 (16 : 11)    | 33 : 36 (17 : 17)    | 62 : 59  |
| AG Kopenhagen Sigurðsson 12 | FC Barcelona Nagy 12              | 21.293 Zuschauer     | 5.300 Zuschauer      | 62 : 59  |
| Ademar León Straňovský 10   | Füchse Berlin Romero 14           | 21.04. Sa. 17:30 Uhr | 29.04. So. 16:00 Uhr | 52 : 52* |
| Ademar León Straňovský 10   | Füchse Berlin Romero 14           | 34 : 23 (15 : 09)    | 18 : 29 (06 : 13)    | 52 : 52* |
| Ademar León Straňovský 10   | Füchse Berlin Romero 14           | 6.000 Zuschauer      | 8.900 Zuschauer      | 52 : 52* |
| RK Zagreb Horvat 14         | THW Kiel Jícha 15                 | 21.04. Sa. 19:15 Uhr | 29.04. So. 17:30 Uhr | 58 : 64  |
| RK Zagreb Horvat 14         | THW Kiel Jícha 15                 | 31 : 31 (15 : 12)    | 27 : 33 (16 : 16)    | 58 : 64  |
| RK Zagreb Horvat 14         | THW Kiel Jícha 15                 | 13.000 Zuschauer     | 10.250 Zuschauer     | 58 : 64  |
| RK Koper Brumen 12          | BM Atlético de Madrid Markussen 9 | 21.04. Sa. 18:00 Uhr | 28.04. Sa. 20:15 Uhr | 50 : 54  |
| RK Koper Brumen 12          | BM Atlético de Madrid Markussen 9 | 26 : 23 (13 : 12)    | 24 : 31 (13 : 14)    | 50 : 54  |
| RK Koper Brumen 12          | BM Atlético de Madrid Markussen 9 | 3.000 Zuschauer      | 10.500 Zuschauer     | 50 : 54  |

* Die Füchse Berlin qualifizierten sich aufgrund der Auswärtstorregel für die nächste Runde.

## Final Four

### Qualifizierte Teams
Für das Final Four qualifiziert waren:
| AG Kopenhagen BM Atlético de Madrid Füchse Berlin THW Kiel |

### Halbfinale
Die Auslosung der Halbfinalspiele fand am 2. Mai 2012 um 11:00 Uhr (UTC+2) in Köln statt.
Die Halbfinalspiele fanden am 26. Mai 2012 statt. Der Gewinner jeder Partie zog in das Finale der EHF Champions League 2012 ein.
| Mannschaft 1          | Endergebnis       | Mannschaft 2  | Datum & Zeit            |
| --------------------- | ----------------- | ------------- | ----------------------- |
| Füchse Berlin         | 24 : 25 (12 : 15) | THW Kiel      | 26.05.12, Sa. 15:15 Uhr |
| BM Atlético de Madrid | 25 : 23 (12 : 15) | AG Kopenhagen | 26.05.12, Sa. 18:00 Uhr |

#### 1. Halbfinale
26. Mai 2012 in Köln, Lanxess Arena, 20.000 Zuschauer.
Füchse Berlin: Heinevetter, Štochl - Petersson  (7), Jaszka (6), Christophersen  (3), Romero (3), Pevnov (2), Bult  (1), Laen  (1), Ninčević (1), Löffler, Richwien, Sellin, Špoljarić  , Stenbäcken, Wiede
THW Kiel: Omeyer, Palicka - Jícha  (11), Ahlm  (3), Andersson   (3), Ilić (2), Lundström (2), Narcisse   (2), Sprenger  (2), Klein, Kubeš, Pálmarsson, Reichmann, Zeitz
Schiedsrichter:  Kenneth Abrahamsen & Arne M. Kristiansen
Quelle: Spielbericht

#### 2. Halbfinale
26. Mai 2012 in Köln, Lanxess Arena, 20.000 Zuschauer.
BM Atlético de Madrid: Hombrados Ibáñez, Sterbik - Lazarov  (11), Cañellas Reixach (3), Markussen  (3), Aguinagalde Aquizu  (2), Fernández Roura (2), Abalo (1), Davis Camara (1), Källman (1), Parrondo (1), Díez García, Dinart, Entrerríos Rodríguez  , Rodríguez Vaquero
AG Kopenhagen: Hvidt, Henriksen - Ekberg  (5), Stefánsson (5), Hansen (4), Sigurðsson  (3), H. Toft Hansen (2), R. Toft Hansen , Atlason (1), Larsen (1), Boldsen , Guðjónsson, Stefan Hundstrup, Jørgensen  , Malmagro Viaña, Ottesen
Schiedsrichter:  Matija Gubica & Boris Milošević
Quelle: Spielbericht

### Kleines Finale

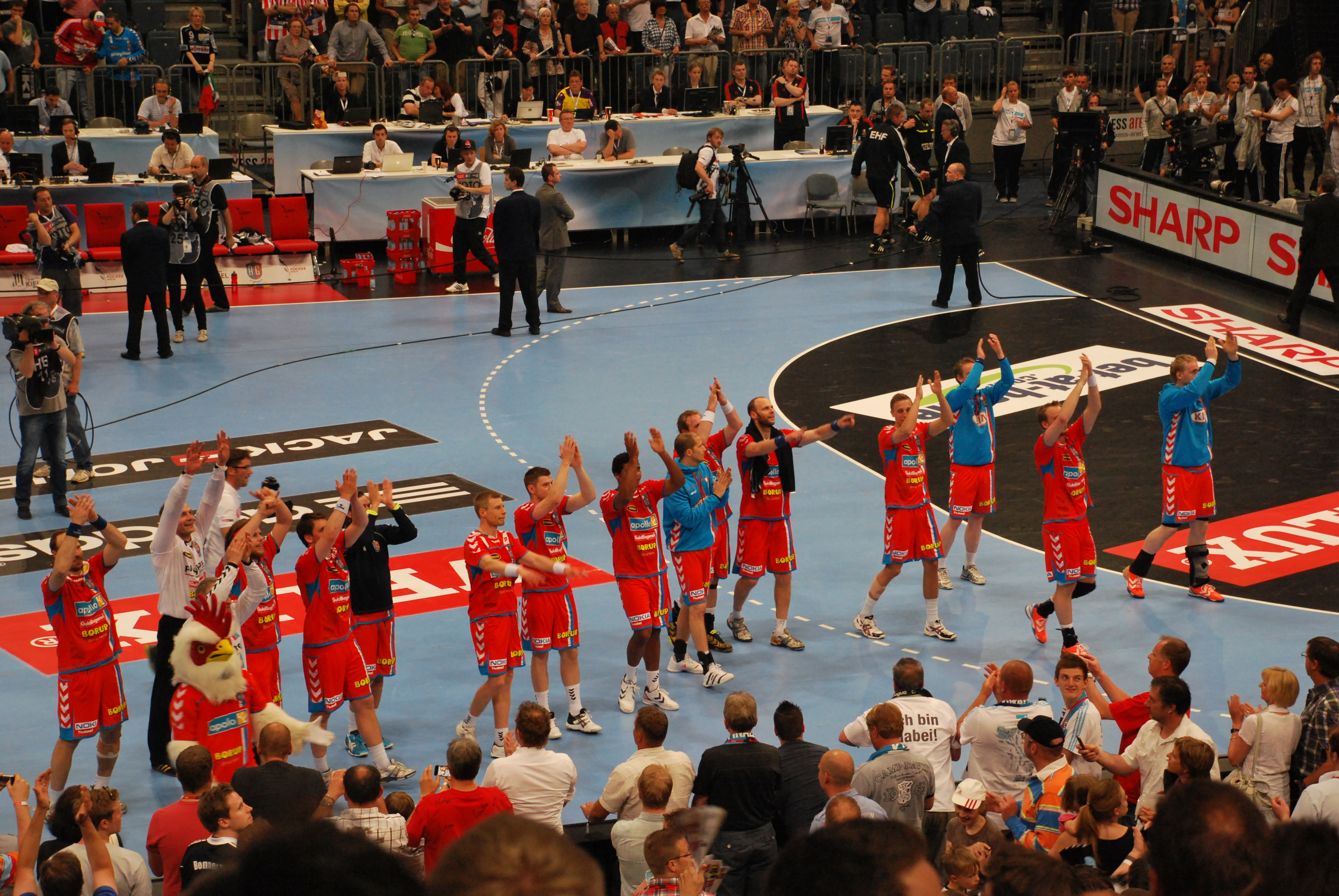
AG København beim Final Four 2012

Das Spiel um Platz 3 fand am 27. Mai 2012 statt. Der Gewinner der Partie war Drittplatzierter der EHF Champions League 2012.
| Mannschaft 1  | Endergebnis       | Mannschaft 2  | Datum & Zeit            |
| ------------- | ----------------- | ------------- | ----------------------- |
| Füchse Berlin | 21 : 26 (09 : 13) | AG Kopenhagen | 27.05.12, So. 15:15 Uhr |

27. Mai 2012 in Köln, Lanxess Arena, 20.000 Zuschauer.
Füchse Berlin: Heinevetter, Štochl - Pevnov (5), Petersson   (4), Romero  (4), Mark Bult (2), Christophersen (2), Richwien (2), Jaszka (1), Löffler (1), Laen , Ninčević, Sellin , Špoljarić , Stenbäcken, Wiede
AG Kopenhagen: Hvidt, Henriksen - Ekberg   (5), Hansen   (4), Larsen (4), H. Toft Hansen  (4), Atlason (3), Stefánsson (3), Stefan Hundstrup (2), Sigurðsson (2), Boldsen, Guðjónsson, Jørgensen  , Malmagro Viaña, Ottesen, R. Toft Hansen
Schiedsrichter:  Michal Baďura & Jaroslav Ondogrecula
Quelle: Spielbericht

### Finale

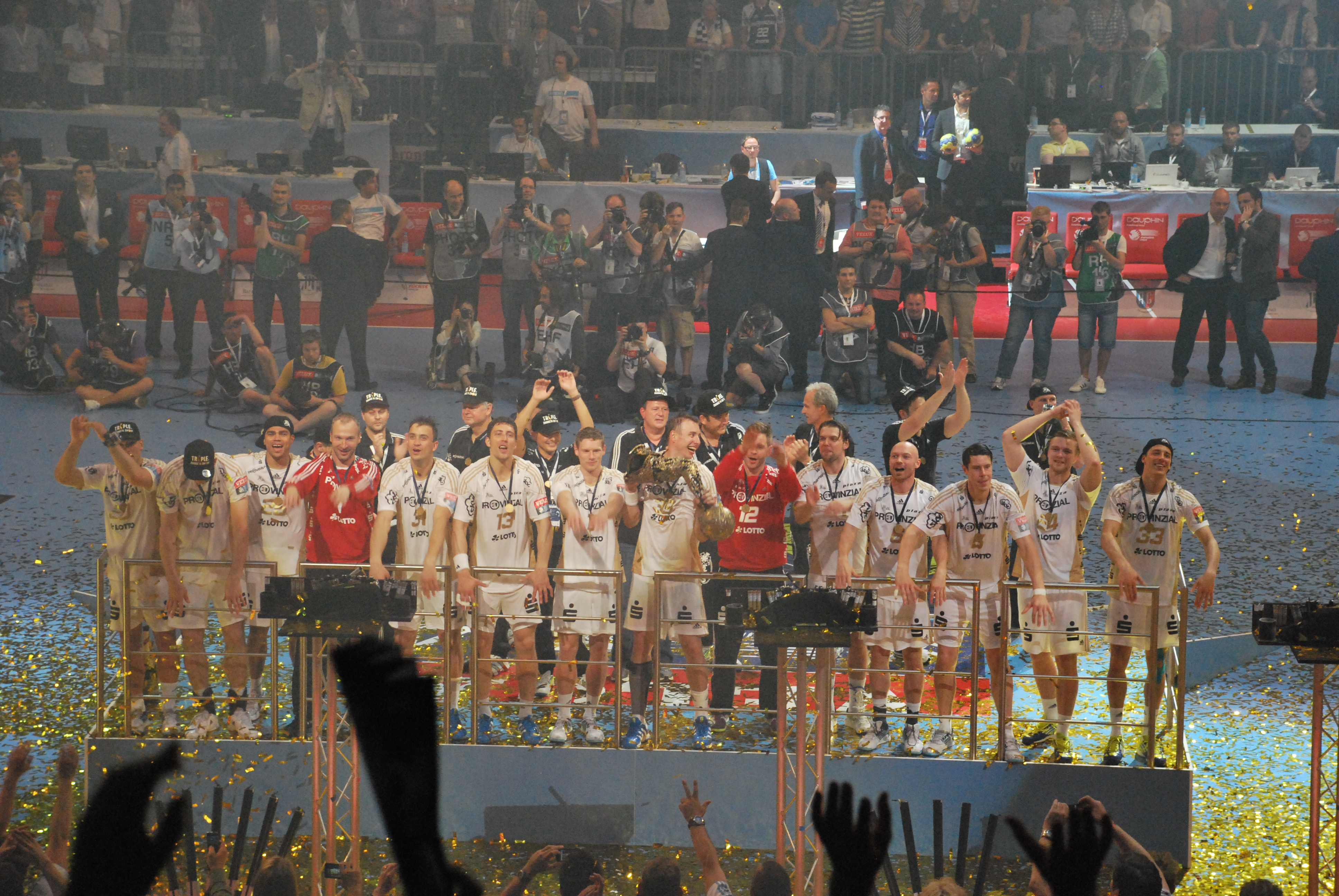
Der THW Kiel bei der Siegerehrung

Das Finale fand am 27. Mai 2012 statt. Der Gewinner der Partie war Sieger der EHF Champions League 2012.
| Mannschaft 1 | Endergebnis       | Mannschaft 2          | Datum & Zeit            |
| ------------ | ----------------- | --------------------- | ----------------------- |
| THW Kiel     | 26 : 21 (13 : 10) | BM Atlético de Madrid | 27.05.12, So. 18:00 Uhr |

27. Mai 2012 in Köln, Lanxess Arena, 20.000 Zuschauer.
THW Kiel: Omeyer, Palicka - Andersson    (7), Jícha   (6), Ilić (3), Klein  (3), Pálmarsson (3), Ahlm (2), Narcisse (2), Kubeš , Lundström, Reichmann, Sprenger  , Zeitz 
BM Atlético de Madrid: Hombrados Ibáñez, Sterbik - Lazarov (5), Abalo  (4), Aguinagalde Aquizu    (3), Cañellas Reixach  (3), Källman (3), Fernández Roura (1), Markussen (1), Rodríguez Vaquero  (1), Davis Camara, Díez García, Dinart  , Entrerríos Rodríguez, Parrondo     
Schiedsrichter:  Nenad Nikolić & Dušan Stojković
Quelle: Spielbericht

## Statistiken

### Torschützenliste

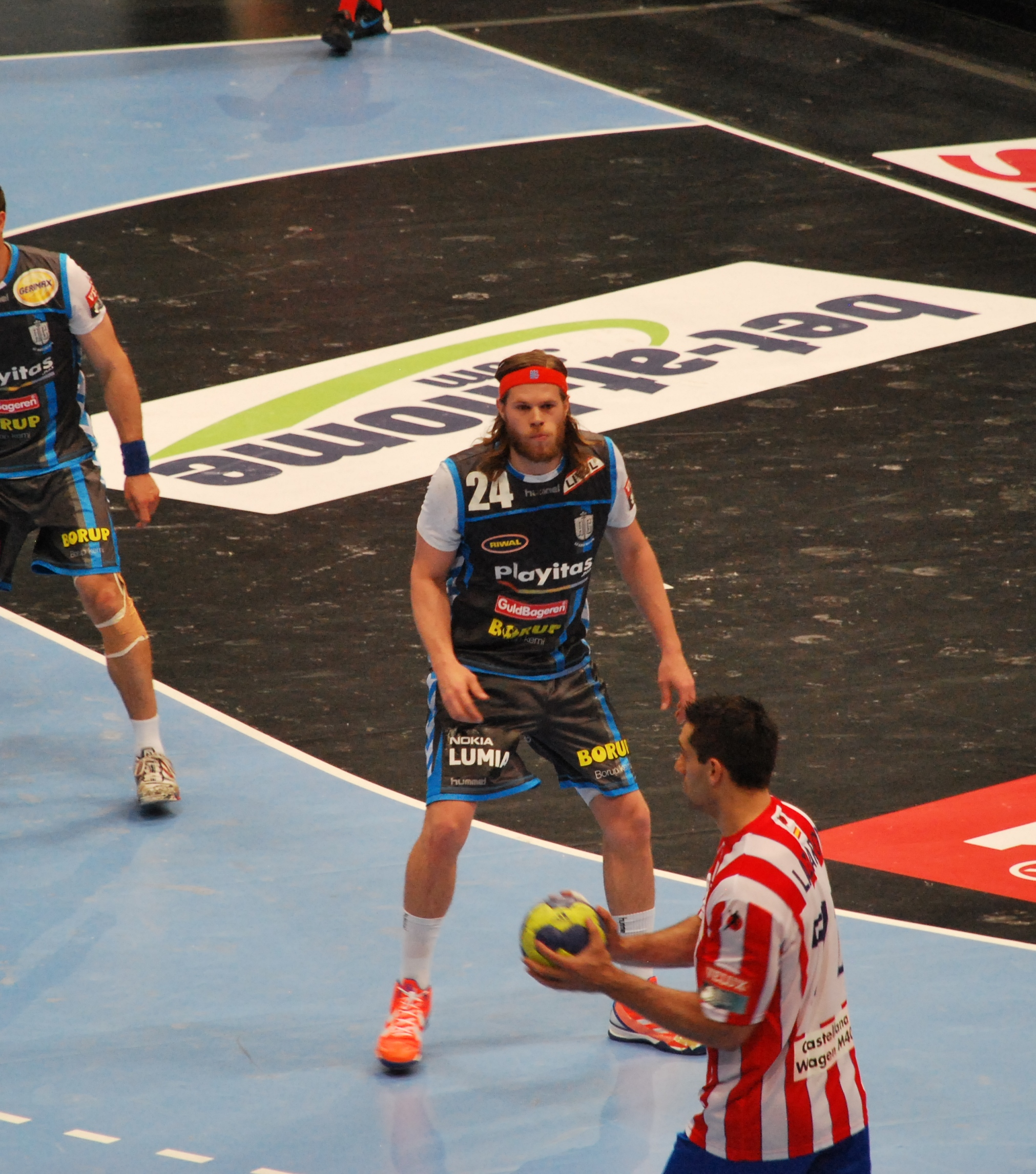
Der Torschützenkönig Mikkel Hansen mit 98 Toren

Die Torschützenliste zeigt die zehn besten Torschützen in der laufenden EHF Champions League 2011/12. Zu sehen sind die Nation des Spielers, der Name, die Position, der Verein, die gespielten Spiele, die Tore und die Ø-Tore. Der Erstplatzierte am Ende der Saison war Torschützenkönig der EHF Champions League 2011/12.
| Pl. | Nation         | Spieler                   | Pos. | Verein             | Sp. | Tore | Ø   |
| --- | -------------- | ------------------------- | ---- | ------------------ | --- | ---- | --- |
| 01. | Danemark       | Mikkel Hansen             | (RL) | AG København       | 16  | 98   | 6,1 |
| 02. | Nordmazedonien | Kiril Lazarov             | (RR) | Atlético Madrid    | 15  | 97   | 6,5 |
| 03. | Kroatien       | Zlatko Horvat             | (RA) | RK Zagreb          | 14  | 94   | 6,7 |
| 04. | Tschechien     | Filip Jícha               | (RL) | THW Kiel           | 16  | 94   | 5,9 |
| 05. | Schweden       | Niclas Ekberg             | (RA) | AG København       | 16  | 84   | 5,3 |
| 06. | Island         | Guðjón Valur Sigurðsson   | (LA) | AG København       | 16  | 83   | 5,2 |
| 07. | Deutschland    | Sven-Sören Christophersen | (RL) | Füchse Berlin      | 16  | 81   | 5,1 |
| 08. | Slowakei       | Martin Straňovský         | (LA) | Ademar León        | 14  | 80   | 5,7 |
| 09. | Serbien        | Marko Vujin               | (RR) | KC Veszprém        | 12  | 73   | 6,1 |
| 10. | Nordmazedonien | Naumče Mojsovski          | (RM) | RK Metalurg Skopje | 12  | 72   | 6,0 |